# Green, Green Grass of Home
«Green, Green Grass of Home», escrita por Curly Putman, y grabada por primera vez por el cantante Johnny Darrell en 1965, es una canción de country hecha popular por Porter Wagoner en el mismo año, donde alcanzó la posición #4 en el Billboard Hot Country Songs. También fue interpretada por Bobby Bare y por Jerry Lee Lewis, quien la incluyó en su álbum Country Songs for City Folks. Tom Jones se aprendió la canción de la versión de Lewis y, en 1966, consiguió el puesto #1 alrededor del mundo.

## Letra
Un hombre regresa a la casa de su infancia para lo que parece ser su primera visita allí desde que se fue en su juventud. Cuando baja del tren, sus padres están allí para recibirlo, y su amada, Mary, viene corriendo para unirse a ellos. Lo reciben con los «brazos extendidos, sonriendo dulcemente» (Arms reaching, smiling sweetly). Con Mary, el hombre pasea a sus anchas entre los monumentos de su infancia, entre ellos «el viejo roble en el que solía jugar» (That old oak tree that I used to play on), sintiendo que «es bueno tocar la hierba verde, verde de casa» (It's good to touch the green, green grass of home).
De repente, el hombre cambia de una canción a otra, cuando se despierta y ve «cuatro paredes grisis que lo rodean» (At four grey walls that surround me)  y se da cuenta de que está en la prisión. Cuando reanuda el canto, nos enteramos de que el hombre se despierta el día de su ejecución programada. Él ve a un guardia y a un «viejo padre triste» (For there's a guard and there's a sad, old padre) que lo acompañará a su ejecución al amanecer, y luego él regresará a casa «en la sombra de ese viejo roble, mientras lo acuestan bajo la hierva verde, verde de su casa».

## Versión de Tom Jones

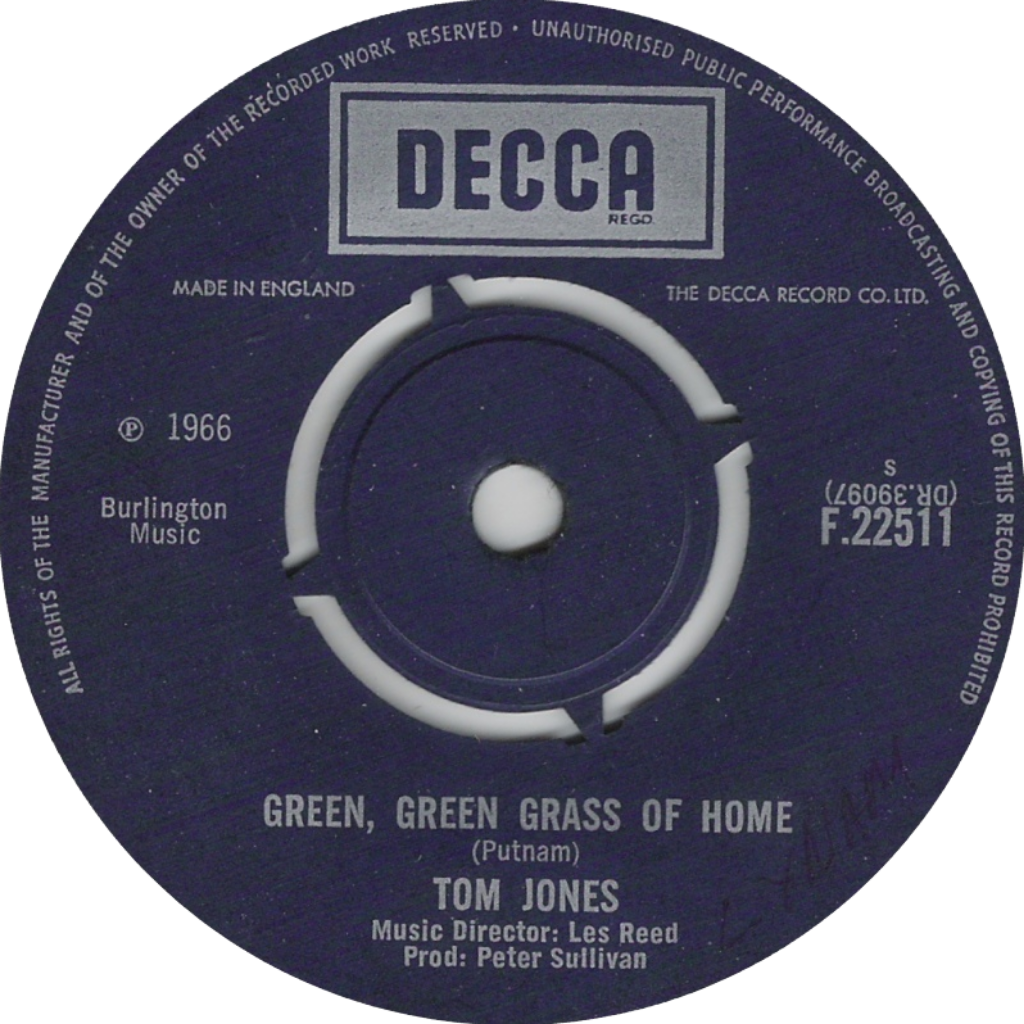
Lado A del lanzamiento del sencillo en el Reino Unido en 1966.

El músico galés Tom Jones, el cual apareció en el The Ed Sullivan Show en 1965, visitó Colony Records durante su estancia en Nueva York. Al preguntarles si tenían algún trabajo nuevo de Jerry Lee Lewis, le dieron el nuevo álbum de country.
Impresionado con la canción, Jones grabó y lanzó la canción en el Reino Unido el 28 de octubre de 1966 y alcanzó el puesto #1 el 1 de diciembre de 1966, permaneciendo en esa posición durante un total de 7 semanas. La canción vendió casi 1 millón de copias en el Reino Unido hasta septiembre de 2017.

### Posicionamiento
| Gráficas (1967)                               | Pico de posición |
| --------------------------------------------- | ---------------- |
| Alemania (GfK Entertainment)                  | 6                |
| Australia (Kent Music Report)                 | 1                |
| Austria (Ö3 Austria Top 40)                   | 2                |
| Bélgica (Flandes) (Ultratop 50)               | 1                |
| Bélgica (Valonia) (Ultratop 50)               | 14               |
| Canadá (RPM Top Singles)                      | 5                |
| Canadá (RPM Adult Contemporary)               | 10               |
| Irlanda (Irish Singles Chart)                 | 1                |
| Países Bajos (Dutch Single Top 100)           | 2                |
| Noruega (VG-lista)                            | 1                |
| Reino Unido (UK Singles Chart)                | 1                |
| Estados Unidos (Billboard Hot 100)            | 11               |
| Estados Unidos (Billboard Adult Contemporary) | 12               |

## Uso en la cultura popular
- En Stone Ocean, la sexta parte de JoJo's Bizarre Adventure, el Stand del Bebé Verde, «Green, Green Grass of Home», es nombrado después de la canción.[16]